# Брњица (Пале)
Брњица је насељено мјесто у општини Пале, Република Српска, БиХ. Према попису становништва из 1991. у насељу је живјело 68 становника.

## Становништво
| Националност       | 1991. | 1981. | 1971. | 1961. |
| Срби               | 64    | 94    | 124   | 164   |
| Муслимани          | 4     | 9     |       |       |
| остали и непознато |       |       | 2     |       |
| Укупно             | 68    | 103   | 126   | 164   |

| Демографија | Демографија | Демографија |
| Година      | Становника  | Становника  |
| ----------- | ----------- | ----------- |
| 1961.       | 164         |             |
| 1971.       | 126         |             |
| 1981.       | 103         |             |
| 1991.       | 68          |             |